# Julia Sahi
Julia Sahi (* 1973 in Berlin) ist eine deutsche Politikerin (SPD) und seit 2024 Mitglied des Landtags Brandenburg.

## Leben
Sahi wuchs in Berlin auf. Sie erlangte ein Diplom in Opernregie an der Hochschule für Musik Hanns Eisler Berlin und einen Executive Master in Arts Administration an der Universität Zürich und hat rund zwanzig Jahre im deutschsprachigen Raum in Oper und Theater gearbeitet. Ab 2019 war sie als Büroleiterin von Sylvia Lehmann im Deutschen Bundestag tätig.
Sahi ist verheiratet und lebt in Falkensee.

## Politischer Werdegang
Sahi ist seit 2017 Mitglied der SPD. Seit Anfang 2022 ist sie Co-Vorsitzende des SPD-Ortsvereins Falkensee, und im Juni 2024 wurde sie dort in die Stadtverordnetenversammlung und in den Kreistag Havelland gewählt. Seit Oktober 2024 ist sie außerdem Co-Vorsitzende des SPD-Unterbezirks Havelland.
Bei der Landtagswahl in Brandenburg 2024 kandidierte sie für das Direktmandat im Wahlkreis Havelland II und konnte diesen mit 37,1 % der gültigen Stimmen gewinnen. Damit gelang ihr der direkte Einzug in den Landtag Brandenburg.